# Kács
Kács is een plaats (község) en gemeente in het Hongaarse comitaat Borsod-Abaúj-Zemplén. Kács telt 649 inwoners (2001).